# 코르도바저녁쥐
코르도바저녁쥐(Calomys venustus)는 비단털쥐과에 속하는 남아메리카 설치류이다. 아르헨티나 코르도바 주의 토착종으로 에스피날(건조 저지대 가시 덤불과 초원 지대)에서 서식한다.